# یون پارک
یون پارک (کره‌ای: 윤박؛ زادهٔ ۱۸ نوامبر ۱۹۸۷) بازیگر اهل کره جنوبی است. از فیلم‌ها یا برنامه‌های تلویزیونی که وی در آن نقش داشته است می‌توان به دکتر خوب، رئیس درونگرا و برگرد آجوشی اشاره کرد. همچنین وی در ماه مه ۲۰۲۳ اعلام کرد که سپتامبر با دوست دختر خود مدل کیم سوبین ازدواج می‌کند.